# Tyrus
Tyrus (лат.) — род мелких мирмекофильных коротконадкрылых жуков из подсемейства ощупники (Pselaphinae, Staphylinidae). Голарктика и Юго-Восточная Азия. Около 15 видов.

## Распространение
Встречается в Голарктике и Юго-Восточной Азии.

## Описание
Мелкие красноватые или коричневатые коротконадкрылые жуки-ощупники, длина тела около 2 мм (1,5—2,7 мм). Голова с лобной и вершинной ямками; нижнечелюстные пальпомеры II—IV базально стебельчатые; переднеспинка с переднебазальной бороздкой, соединяющей срединную и латеральную переднебазальные ямки; брюшко с тергитом IV длиной до немного длиннее тергита V. Представители Tyrus морфологически похожи на представителей ориентального рода Tyrodes, с которым его роднит сходный общий габитус, сходные формы максиллярных щупиков и пронотума. Виды Tyrodes могут быть отделены от них меньшими размерами тела, пунктированной нечёткой лобной фовеей головы, тем, что первый видимый тергит (IV) заметно длиннее второго (V), а также обычно удлинённым толстым эдеагусом с короткой срединной лопастью. Тогда как у Tyrus лобная фовеа (ямка) отчётливая, IV тергит меньше V, а эдеагус более тонкий и имеет более длинную срединную лопасть.

## Биология
Биологическая информация о видах рода Tyrus, если она известна, обычно ограничивается сведениями о местообитаниях в которых были собраны взрослые особи. Что касается неарктических видов, то T. corticinus был найден под корой сосен и пихт Дугласа, под корой Betula occidental и с муравьём Formica sanguinea (Casey 1887; Chandler 1997, 2003; Schwarz 1895), а T. humeralis найден под корой сосны, ели и бальзамической пихты, а также из древесных нор, в гнилом сосновом бревне, при ультрафиолетовом освещении, а также с муравьями Aphaenogaster tennesseensis и Camponotus pennsylvanicus (Chandler 1997; Schwarz 1890). В Палеарктическом регионе T. japonicus собирали под корой крупных поваленных деревьев, в гнилой древесине и с помощью ловушек в лиственном лесу, T. mucronatus mucronatus был найден под корой мёртвых деревьев, во мху, а также с муравьём Lasius fuliginosus (Besuchet 1974; Casey 1887; Fleischer 1888; Jeannel 1950; Schatzmayr 1904), а T. peyroni был взят под камнем. Азиатский вид T. corticalis был собран под корой дерева, T. myrmecophilus был найден под корой с муравьями (Bryant 1915, без указания вида и рода), Tyrus sinensis и T. sichuanicus были взяты из муравьиных колоний Formica spp., гнездившихся под камнем или упавшим деревом, а T. yajiangensis был взят из просеянной листовой подстилки или под корой деревьев.

## Систематика
Род был впервые описан в 1833 году французским энтомологом Шарлем Николя Обе (1844—1923) для вида Pselaphus mucronatus Panzer, 1803. Tyrus сходен с родами Tyrodes и Hamotulus и включён в подтрибу жуков-ощупников Tyrina из трибы Tyrini. Включает около 15 видов, один вид (†Tyrus electricus) описан из балтийского янтаря.
- Tyrus corpulentus (Motschulsky, 1851)[10]
- Tyrus corticinus (Casey, 1887)[11]
- †Tyrus electricus L.W.Schaufuss, 1890[12]
- Tyrus humeralis (Aubé, 1844)[9]
- Tyrus indus Raffray, 1912[13]
- Tyrus japonicus Sharp, 1883[14]
- Tyrus lativentris (Motschulsky, 1851)[10]
- Tyrus mucronatus (Panzer, 1803)[15]
- Tyrus myrmecophilus Bryant, 1915[16]
- Tyrus peyroni Saulcy, 1874[17]
- Tyrus politus (Motschulsky, 1851)[10]
- Tyrus semiruber Casey, 1897[18]
- Tyrus sichuanicus Yin & Nomura, 2013[1]
- Tyrus sinensis Raffray, 1912[13]
- Tyrus yajiangensis Yin & Li, 2013[1]